# هیود
هیود، روستایی از توابع بخش مرکزی شهرستان نائین در استان اصفهان ایران

## جمعیت
این روستا در دهستان کوهستان قرار دارد و براساس سرشماری مرکز آمار ایران در سال ۱۳۸۵، جمعیت آن زیر سه خانوار بوده‌است.